# Nyetnops madre
Espèce
Nyetnops madre est une espèce d'araignées aranéomorphes de la famille des Caponiidae.

## Distribution
Cette espèce est endémique du Pérou. Elle se rencontre dans les régions de Madre de Dios et de Cuzco.

## Description
Le mâle holotype mesure 3,51 mm et la femelle paratype 5,08 mm, les mâles mesurent de 3,51 à 3,96 mm.

## Systématique et taxinomie
Cette espèce a été décrite par Villarreal-Blanco et Martínez en 2024.

## Étymologie
Son nom d'espèce lui a été donné en référence au lieu de sa découverte, la région de Madre de Dios.

## Publication originale
(mai 2024).
- Villarreal-Blanco, Martínez & Eyes-Escalante, 2024 : « Update in the Peruvian Caponiidae: new records and new species of Nyetnops Platnick & Lise, 2007 (Araneae: Caponiidae). » European Journal of Taxonomy, vol. 932, p. 204-224 (texte intégral).